# Izhevsk
Izhevsk (/ɪˈʐɛfsk/ⓘ en ruso: Иже́вск, Iževsk, en udmurto: Иж, Iž / Ижкар, Ižkar) es la capital de la república de Udmurtia, en Rusia. Está situada a la orilla del río Izh, al oeste de los montes Urales.

## Historia
La ciudad fue fundada en abril de 1760 como un asentamiento industrial más principalmente en el campo siderúrgico y metalmecánico.
Adicionalmente, entre los años 1985 y 1987, la ciudad se denominaba Ustinov en honor a Dmitri Ustínov, quien fue el ministro de Defensa de la Unión Soviética entre 1976 y 1984. Sin embargo, bajo el mandato de Mijaíl Gorbachov, las ciudades que fueron renombradas en honor a recientes dirigentes soviéticos retornaron a sus antiguas denominaciones.

## Economía

### Industria
La ciudad es sede de una de las más famosas fábricas de fusiles en el mundo, la Planta mecánica de Izhevsk, donde Mijaíl Kaláshnikov diseñó el fusil de asalto AK-47, comúnmente conocido como Kaláshnikov.

## Galería

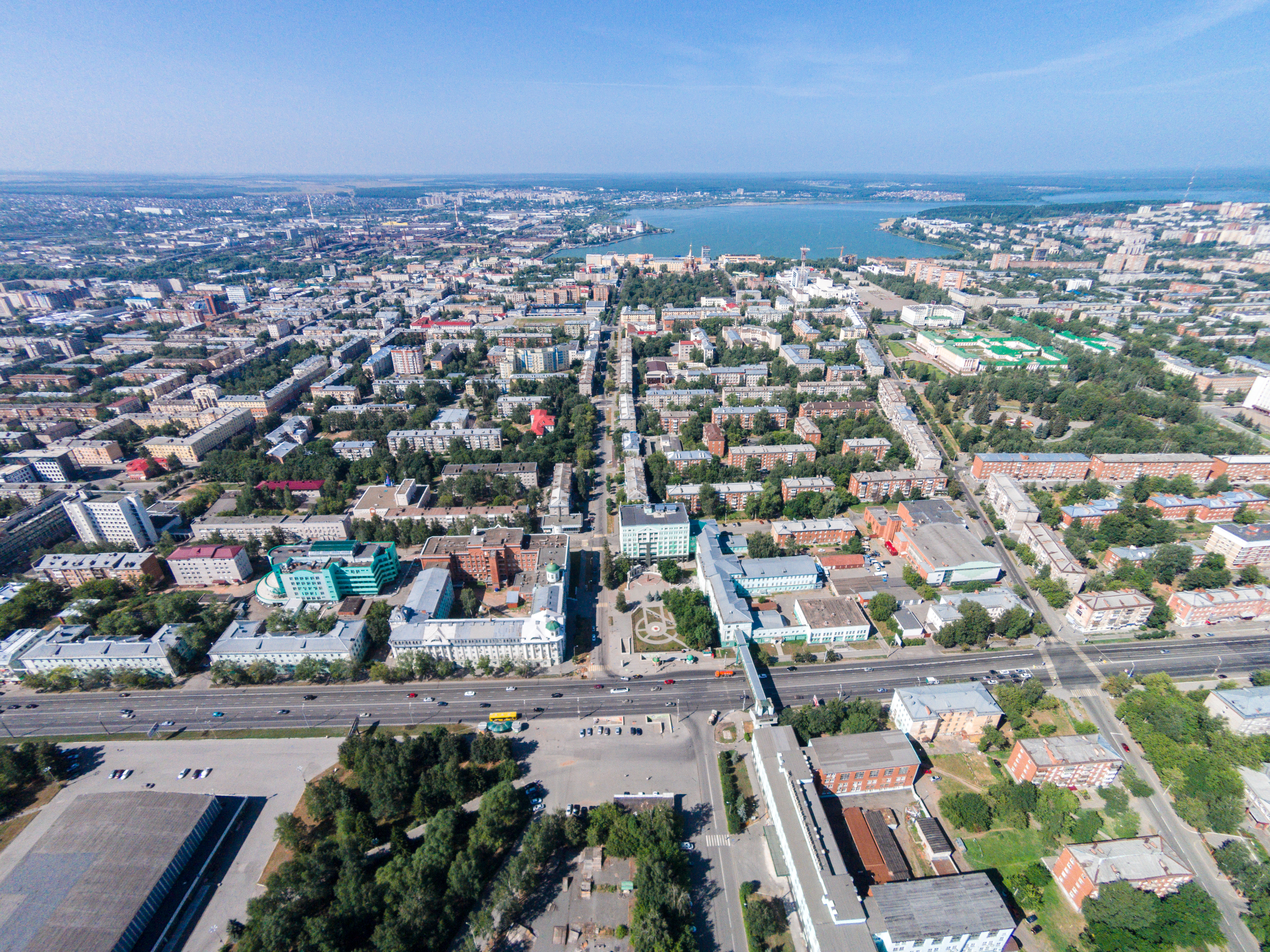
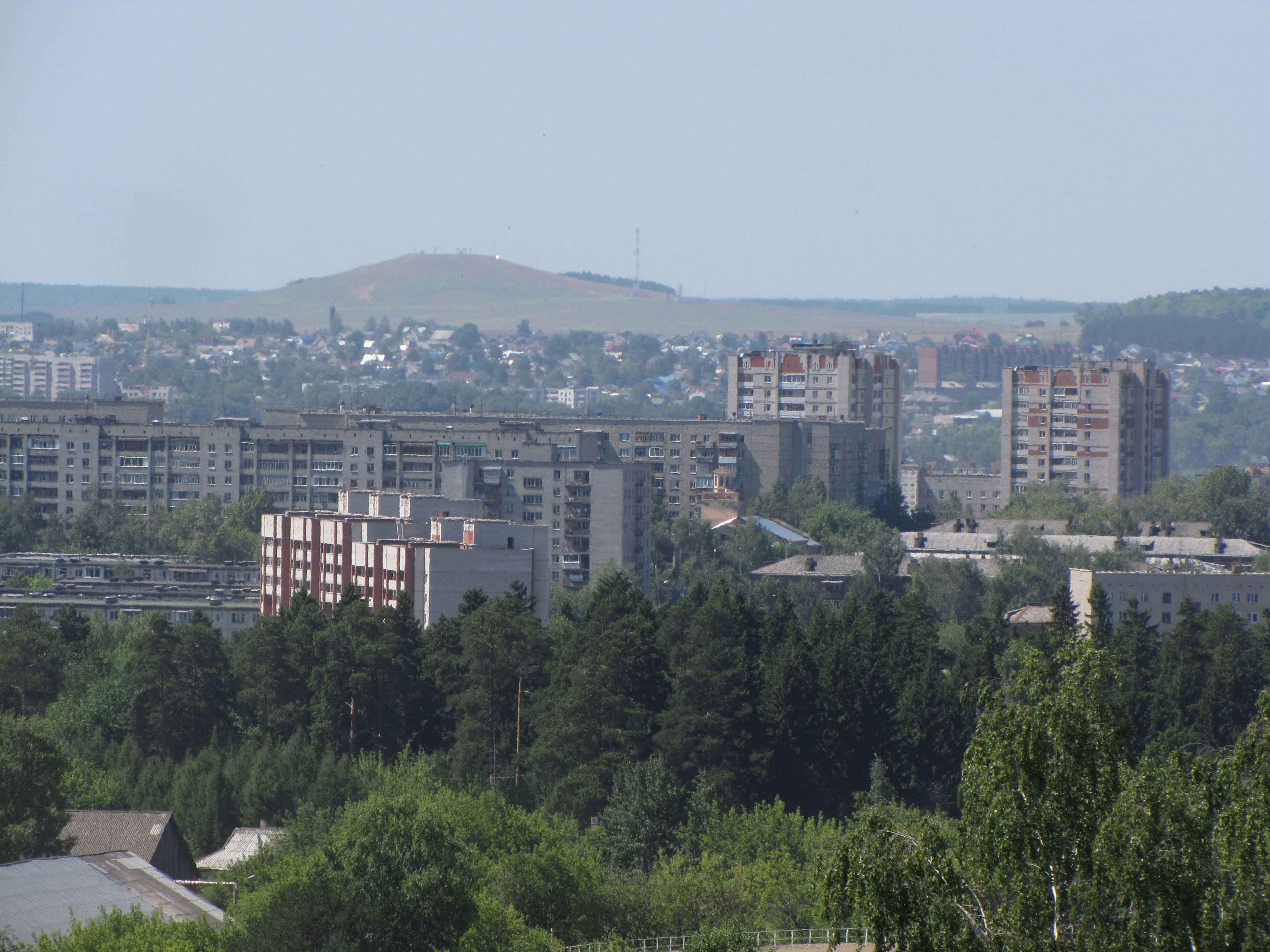
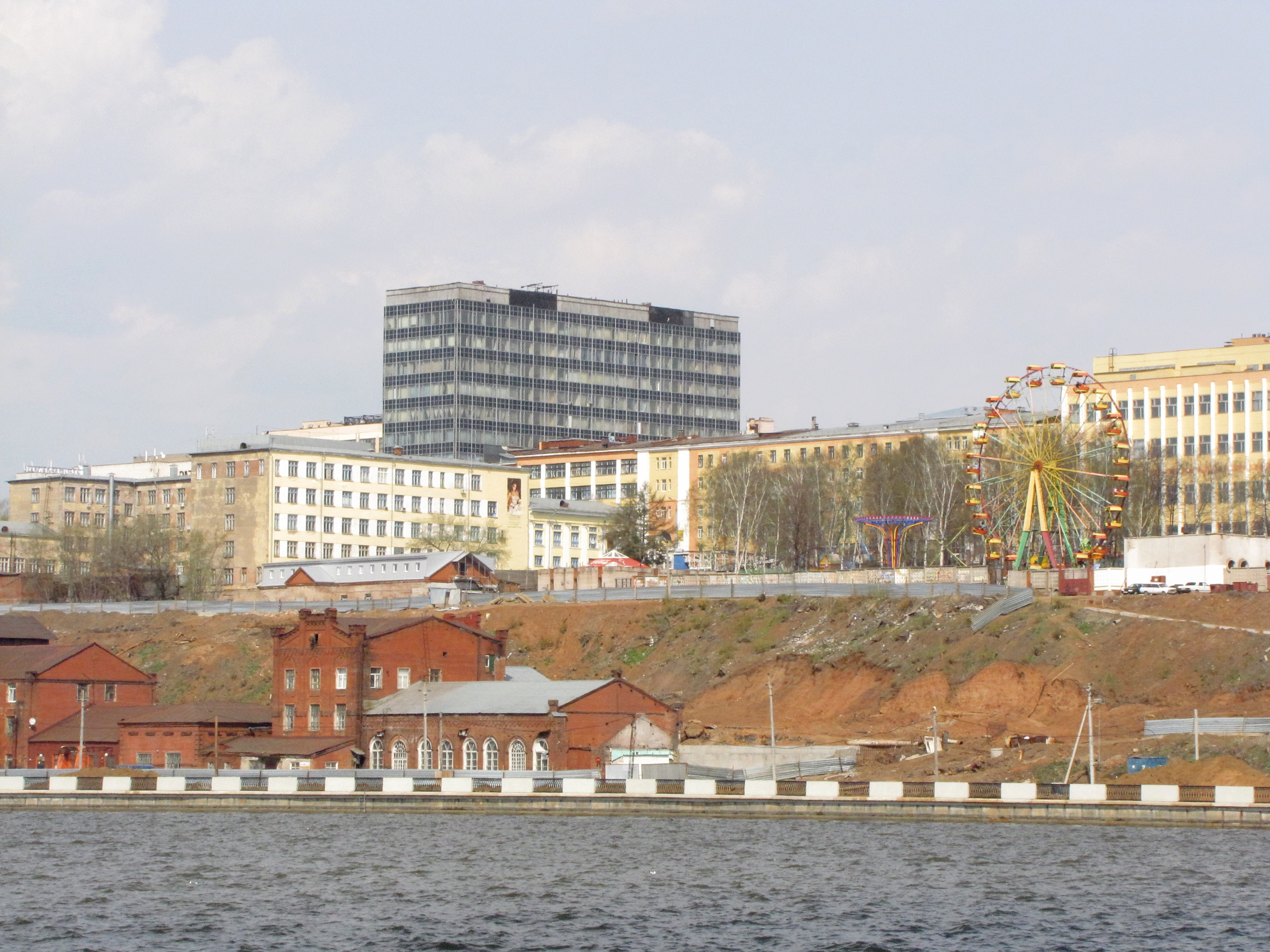
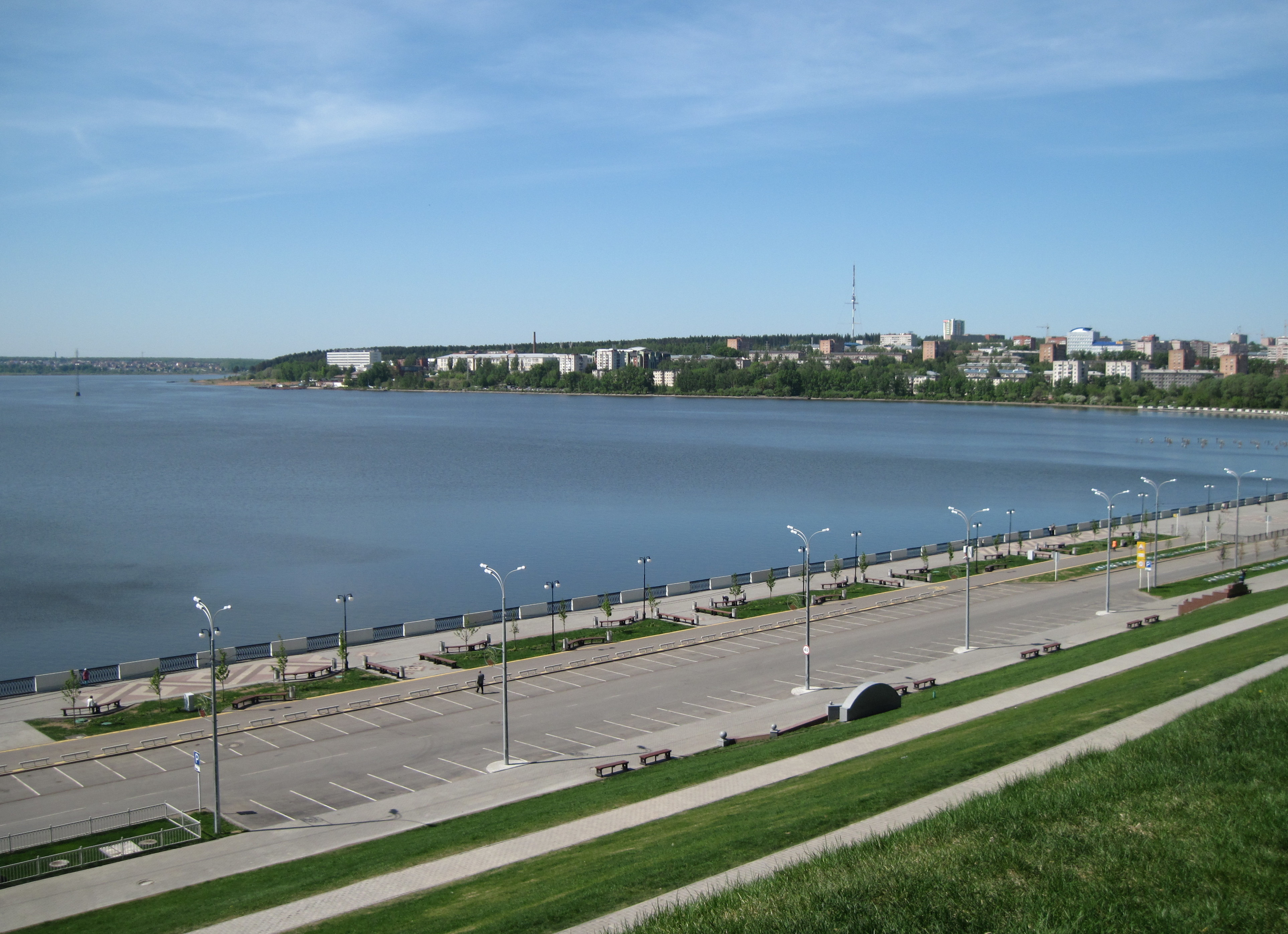
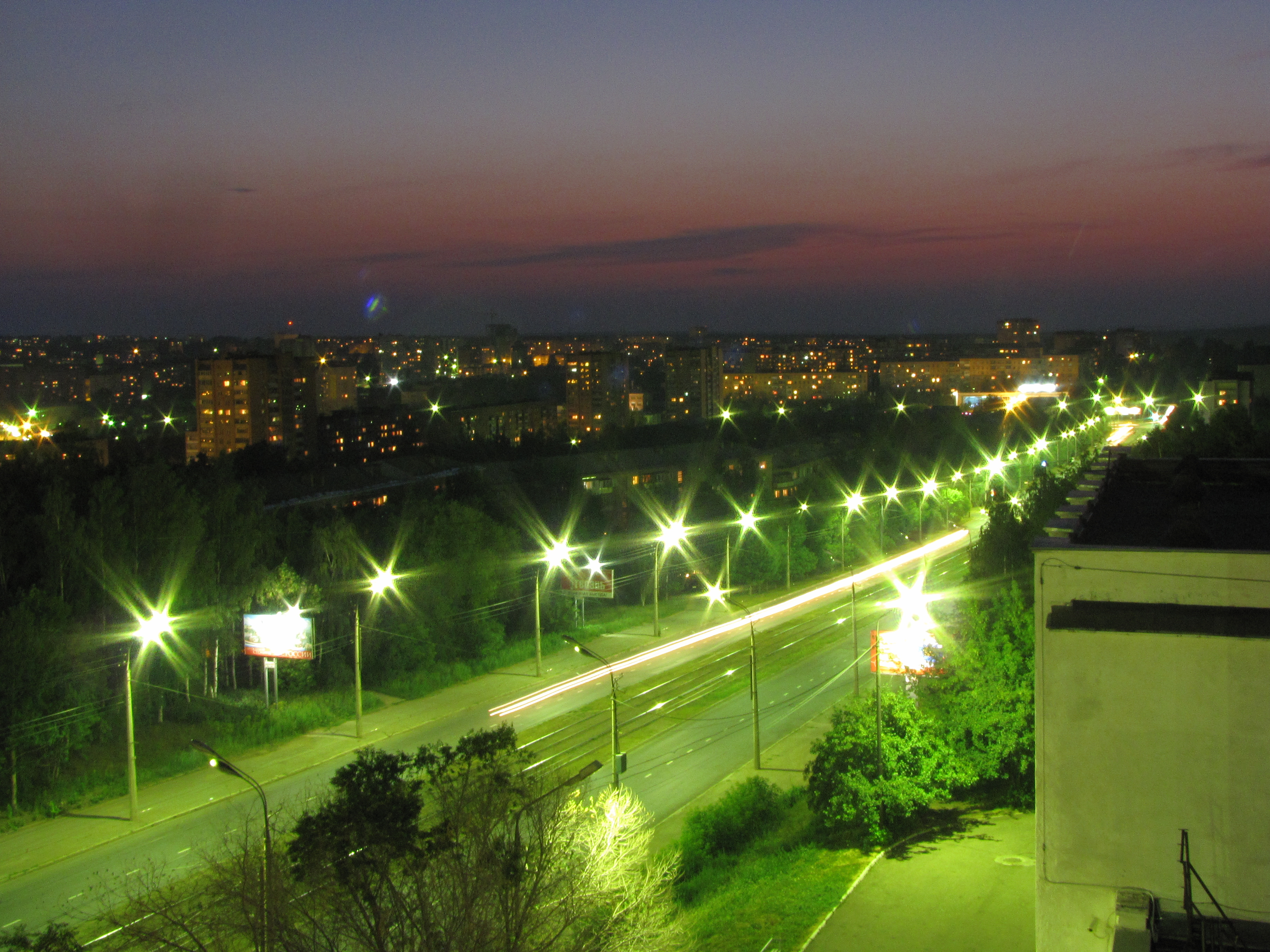
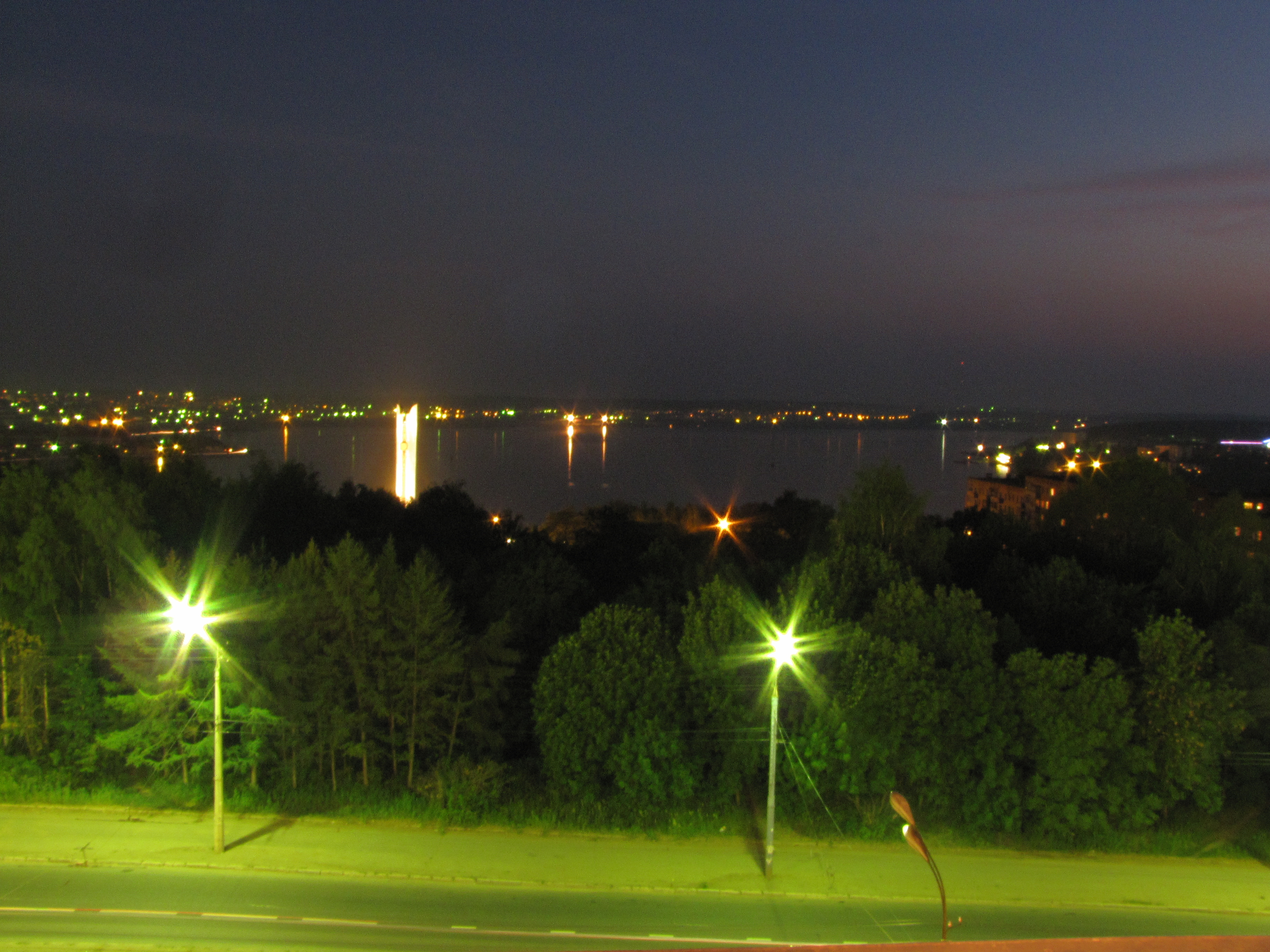
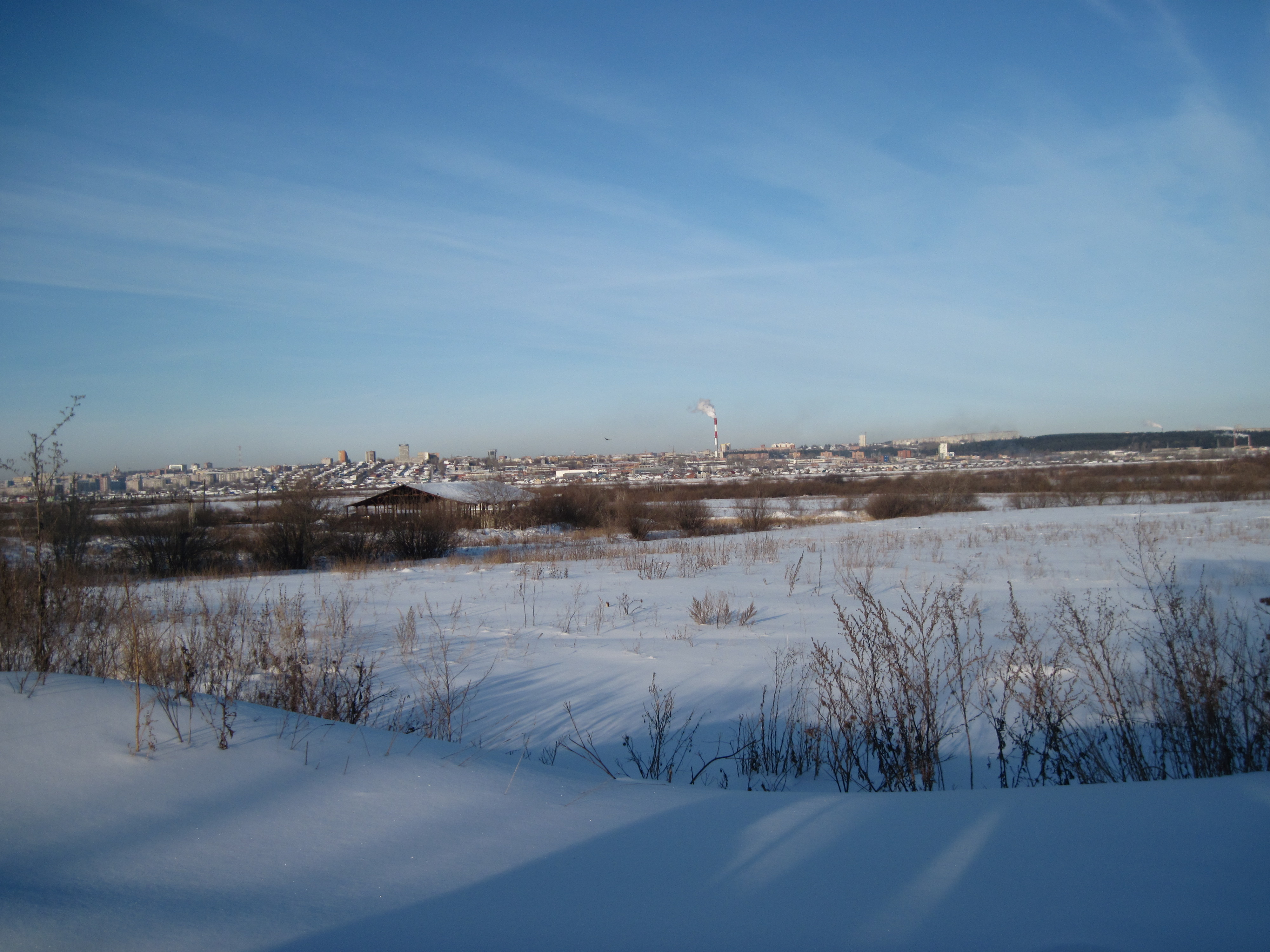
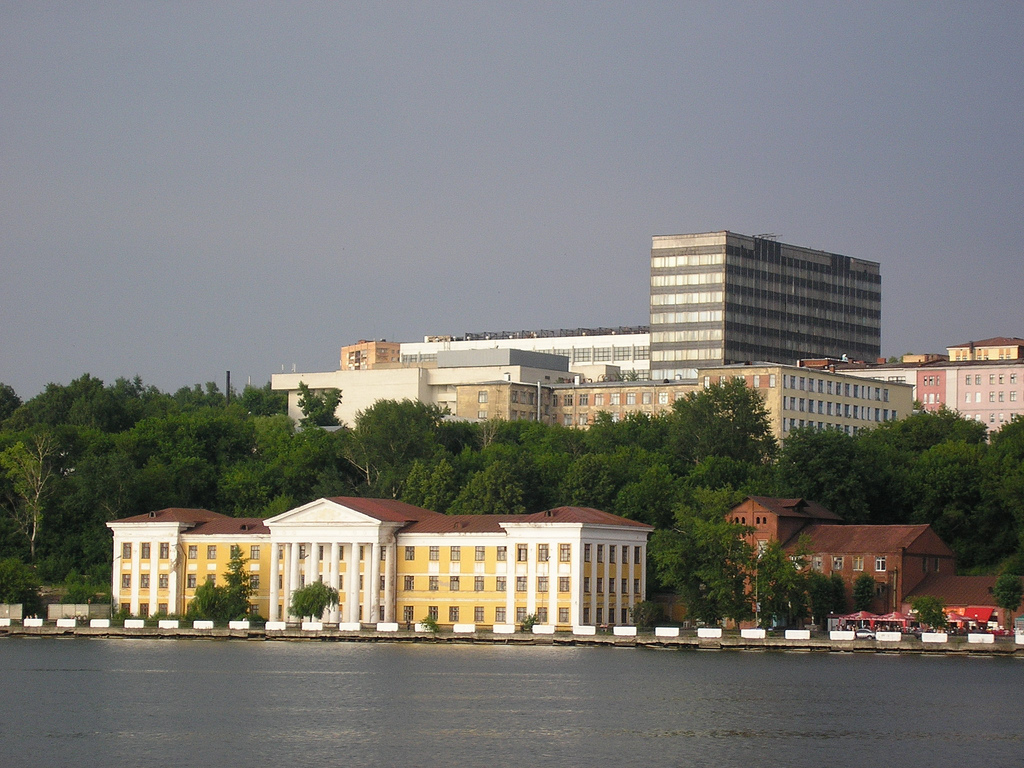
Escuela técnica industrial
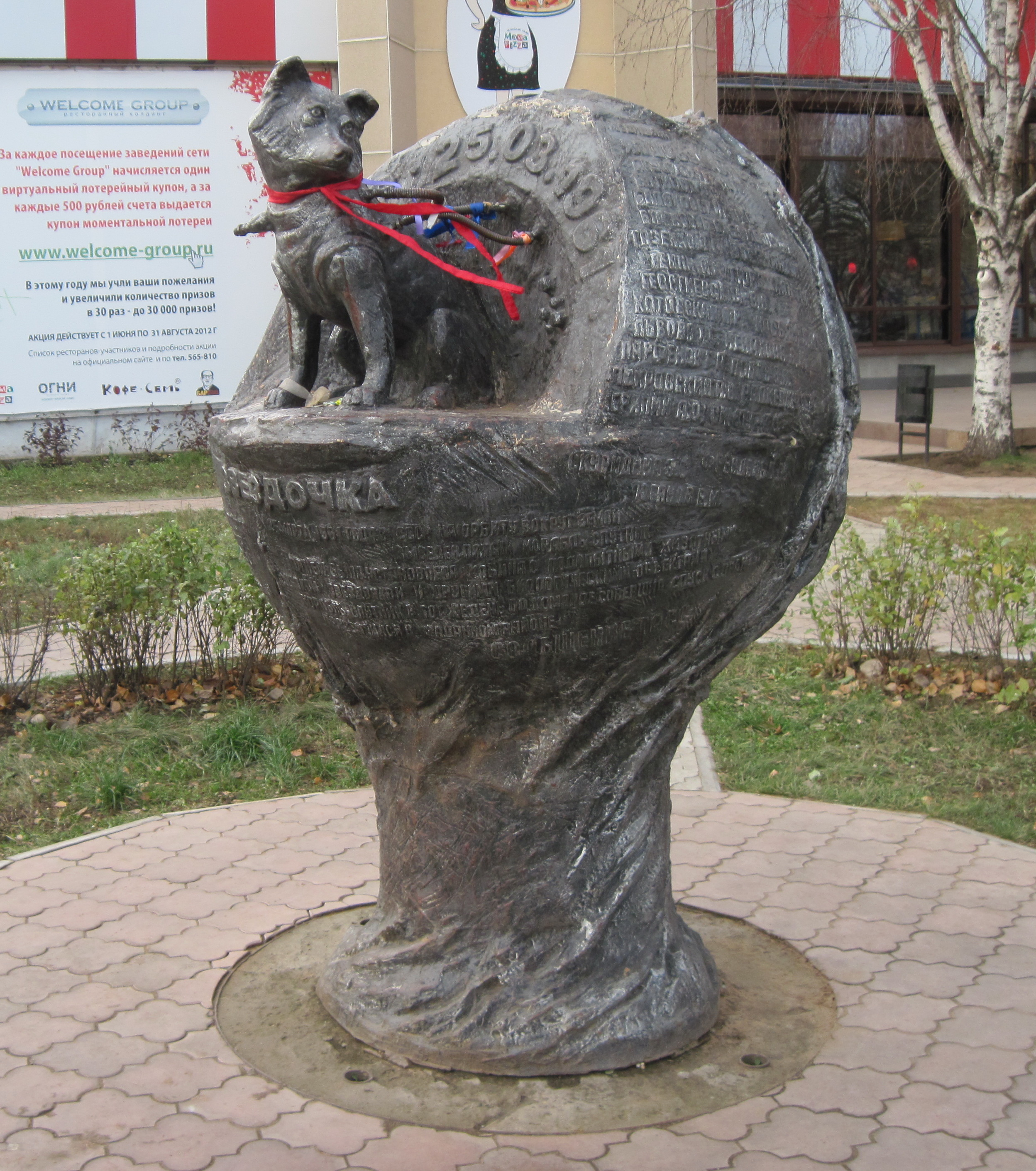
Monumento al perro astronauta Zvyozdochka.

## Demografía
| Gráfica de evolución de Izhevsk entre 1897 y 2018 |
|                                                   |

## Clima
Izhevsk tiene un clima continental templado, con veranos breves pero cálidos e inviernos largos y fríos.
| Parámetros climáticos promedio de Izhevsk (normales 1991–2020, extremos 1933–presente) | Parámetros climáticos promedio de Izhevsk (normales 1991–2020, extremos 1933–presente) | Parámetros climáticos promedio de Izhevsk (normales 1991–2020, extremos 1933–presente) | Parámetros climáticos promedio de Izhevsk (normales 1991–2020, extremos 1933–presente) | Parámetros climáticos promedio de Izhevsk (normales 1991–2020, extremos 1933–presente) | Parámetros climáticos promedio de Izhevsk (normales 1991–2020, extremos 1933–presente) | Parámetros climáticos promedio de Izhevsk (normales 1991–2020, extremos 1933–presente) | Parámetros climáticos promedio de Izhevsk (normales 1991–2020, extremos 1933–presente) | Parámetros climáticos promedio de Izhevsk (normales 1991–2020, extremos 1933–presente) | Parámetros climáticos promedio de Izhevsk (normales 1991–2020, extremos 1933–presente) | Parámetros climáticos promedio de Izhevsk (normales 1991–2020, extremos 1933–presente) | Parámetros climáticos promedio de Izhevsk (normales 1991–2020, extremos 1933–presente) | Parámetros climáticos promedio de Izhevsk (normales 1991–2020, extremos 1933–presente) | Parámetros climáticos promedio de Izhevsk (normales 1991–2020, extremos 1933–presente) |
| Mes                                                                                    | Ene.                                                                                   | Feb.                                                                                   | Mar.                                                                                   | Abr.                                                                                   | May.                                                                                   | Jun.                                                                                   | Jul.                                                                                   | Ago.                                                                                   | Sep.                                                                                   | Oct.                                                                                   | Nov.                                                                                   | Dic.                                                                                   | Anual                                                                                  |
| -------------------------------------------------------------------------------------- | -------------------------------------------------------------------------------------- | -------------------------------------------------------------------------------------- | -------------------------------------------------------------------------------------- | -------------------------------------------------------------------------------------- | -------------------------------------------------------------------------------------- | -------------------------------------------------------------------------------------- | -------------------------------------------------------------------------------------- | -------------------------------------------------------------------------------------- | -------------------------------------------------------------------------------------- | -------------------------------------------------------------------------------------- | -------------------------------------------------------------------------------------- | -------------------------------------------------------------------------------------- | -------------------------------------------------------------------------------------- |
| Temp. máx. abs. (°C)                                                                   | 5.4                                                                                    | 5.8                                                                                    | 14.1                                                                                   | 29.2                                                                                   | 33.4                                                                                   | 35.8                                                                                   | 37.0                                                                                   | 38.1                                                                                   | 33.0                                                                                   | 24.1                                                                                   | 12.7                                                                                   | 4.5                                                                                    | 38.1                                                                                   |
| Temp. máx. media (°C)                                                                  | -8.8                                                                                   | -7.4                                                                                   | -0.5                                                                                   | 9.2                                                                                    | 18.9                                                                                   | 22.9                                                                                   | 25.0                                                                                   | 22.1                                                                                   | 15.8                                                                                   | 7.1                                                                                    | -1.8                                                                                   | -7.4                                                                                   | 7.9                                                                                    |
| Temp. media (°C)                                                                       | -12.1                                                                                  | -11.3                                                                                  | -4.6                                                                                   | 4.0                                                                                    | 12.3                                                                                   | 16.8                                                                                   | 18.8                                                                                   | 16.2                                                                                   | 10.6                                                                                   | 3.7                                                                                    | -4.4                                                                                   | -10.2                                                                                  | 3.3                                                                                    |
| Temp. mín. media (°C)                                                                  | -15.5                                                                                  | -14.9                                                                                  | -8.4                                                                                   | -0.3                                                                                   | 6.4                                                                                    | 11.2                                                                                   | 13.3                                                                                   | 11.4                                                                                   | 6.5                                                                                    | 0.8                                                                                    | -6.9                                                                                   | -13.3                                                                                  | -0.8                                                                                   |
| Temp. mín. abs. (°C)                                                                   | -46.8                                                                                  | -40.4                                                                                  | -32.1                                                                                  | -23.9                                                                                  | -11.2                                                                                  | -2.4                                                                                   | 4.0                                                                                    | -1.7                                                                                   | -8.5                                                                                   | -21.3                                                                                  | -33.5                                                                                  | -47.5                                                                                  | -47.5                                                                                  |
| Precipitación total (mm)                                                               | 32                                                                                     | 26                                                                                     | 29                                                                                     | 29                                                                                     | 45                                                                                     | 63                                                                                     | 66                                                                                     | 63                                                                                     | 48                                                                                     | 53                                                                                     | 41                                                                                     | 35                                                                                     | 530                                                                                    |
| Días de lluvias (≥ 1 mm)                                                               | 4                                                                                      | 3                                                                                      | 5                                                                                      | 12                                                                                     | 18                                                                                     | 18                                                                                     | 16                                                                                     | 18                                                                                     | 19                                                                                     | 18                                                                                     | 9                                                                                      | 6                                                                                      | 146                                                                                    |
| Días de nevadas (≥ 1 mm)                                                               | 27                                                                                     | 23                                                                                     | 18                                                                                     | 7                                                                                      | 2                                                                                      | 0.1                                                                                    | 0                                                                                      | 0                                                                                      | 1                                                                                      | 11                                                                                     | 23                                                                                     | 27                                                                                     | 139                                                                                    |
| Horas de sol                                                                           | 44                                                                                     | 85                                                                                     | 148                                                                                    | 201                                                                                    | 282                                                                                    | 298                                                                                    | 292                                                                                    | 246                                                                                    | 143                                                                                    | 73                                                                                     | 41                                                                                     | 28                                                                                     | 1881                                                                                   |
| Humedad relativa (%)                                                                   | 84                                                                                     | 80                                                                                     | 76                                                                                     | 69                                                                                     | 61                                                                                     | 68                                                                                     | 71                                                                                     | 74                                                                                     | 78                                                                                     | 82                                                                                     | 85                                                                                     | 84                                                                                     | 76                                                                                     |
| Fuente n.º 1: Погода и Климат                                                          |                                                                                        |                                                                                        |                                                                                        |                                                                                        |                                                                                        |                                                                                        |                                                                                        |                                                                                        |                                                                                        |                                                                                        |                                                                                        |                                                                                        |                                                                                        |
| Fuente n.º 2: NOAA (horas de sol 1961–1990)                                            |                                                                                        |                                                                                        |                                                                                        |                                                                                        |                                                                                        |                                                                                        |                                                                                        |                                                                                        |                                                                                        |                                                                                        |                                                                                        |                                                                                        |                                                                                        |

## Ciudades hermanadas
- Córdoba, Argentina
- Maracay, Venezuela (25 de julio de 2006).[3]
- Lusaka, Zambia